# Chilton (Wisconsin)
Chilton è una città degli Stati Uniti d'America, situata in Wisconsin, nella Contea di Calumet, della quale è anche il capoluogo.